# Seham Sergiwa
سهام سرقيوة
Seham Sergiwa, née en 1963 est une psychologue libyenne élue au parlement libyen en 2014. Elle milite pour la démocratie et les droits des femmes. Elle a, notamment, documenté l'utilisation du viol comme arme de guerre par la Libye en 2011. Elle a été enlevée le 17 juillet 2019 par une milice de l'armée nationale libyenne fidèle à Khalifa Haftar. On n'a aucune nouvelle d'elle depuis lors.

## Formation et recherche
Sahām Sarqīwa  (en arabe : سهام سرقيوة Sahām Sarqīwa ;  aussi transcrit en Siham, Sirqiwa, Sergewa, Sirghua ) est née en 1963. 
Elle obtient un doctorat en psychologie clinique en 1998 au King's College de Londres pour une thèse intitulée « L'effet de la situation sur la réponse des enfants à l'évaluation de l'hyperactivité ». Elle vit à Londres jusqu'à la fin des années 2000, travaillant comme psychologue auprès de patients et en recherche à Guy's Hospital,.
Seham Sergiwa retourne en Libye quelques années avant le printemps arabe et est une des premières manifestantes dans les rues à protester contre le gouvernement de Mouammar Kadhafi. En 2011, elle enquête sur l'utilisation du viol comme arme de guerre pendant la guerre civile libyenne de 2011. Elle documente 300 viols pendant la guerre et estime qu'au total, 6 000 femmes ont été violées. Elle déclare que cinq des femmes gardes du corps personnelles de Mouammar Kadhafi ont été violées et abusées sexuellement par celui-ci, puis « transmises à des hauts fonctionnaires comme jouets sexuels ». Elle découvre que les soldats progouvernementaux recevaient du Viagra et des préservatifs afin de les encourager à commettre des viols. Pour ses enquêtes, Seham Sergiwa voyage dans des camps de réfugiés à la frontière avec la Tunisie et l'Égypte, distribue des questionnaires aux réfugiés et reçoit 50 000 réponses en retour. Toutes les allégations de viol ont été attribuées aux soldats du gouvernement. La documentation de Seham Sergiwa est transmise à la Cour pénale internationale en Libye.

## Députée
Seham Sergiwa est élue avec 5 883 voix, troisième des femmes candidates à Benghazi, avec plus de voix que l'homme le plus populaire, lors des élections législatives libyennes de 2014. Elle est considérée comme l'une des personnalités politiques libyennes les plus éminentes luttant pour la démocratie et l'égalité des droits. 

## Enlèvement
Le 16 juillet, veille de son enlèvement, Seham Sergiwa  condamne, sur Al Hadath TV, chaîne favorable à Khalifa Haftar, l'offensive militaire désastreuse d'avril qu'il a commandée à Tripoli. Elle appelle à un gouvernement d'unité.
La maison de Seham Sergiwa est prise d'assaut vers 2 h du matin, le 17 juillet 2019 par 25 à 30 hommes masqués, en uniforme de la 106e brigade de l'armée nationale libyenne, une unité aussi connue sous le nom Awlia Aldem ( en arabe : أوليء الدم), dirigée par Khaled, le fils de Khalifa Haftar .  L'électricité est coupée dans la région et des véhicules de l'armée se déploient pour empêcher tout membre de la famille de s'échapper ou que la police de Benghazi n'intervienne. Le mari de Seham Sergiwa reçoit une balle dans les jambes et l'un de ses fils, un garçon de quatorze ans, est battu par les forces de la 106e brigade. Tous deux sont hospitalisés et ne sont pas autorisés à recevoir de visite de membres de leur famille. Un gardien est chargé de leur surveillance à l'hôpital. Les forces de sécurité ont laissé sur les murs de la maison une inscription menaçante : « L'armée est une ligne rouge »,.
Le 3 août 2019, Noman Benotman, de la Fondation Quilliam, affirme que Seham Sergiwa a été tuée le jour même de son enlèvement par la brigade Awliaa al-Dam fidèle à l'Armée nationale libyenne.

### Réactions
La Chambre des représentants libyenne publie une déclaration accusant Haftar d'être « juridiquement et moralement » responsable de la détention et « d'avoir mis sa vie en danger ». La Mission d'appui des Nations unies en Libye (MANUL) déclare le 18 juillet que « les disparitions forcées, les arrestations illégales et les enlèvements fondés sur des opinions politiques ou des affiliations portent gravement atteinte à l'état de droit et aux violations flagrantes du droit international humanitaire et des droits de l'homme » et que « faire taire les voix des femmes aux postes de décision ne sera pas toléré ». 
De nombreuses missions diplomatiques européennes en Libye (Autriche, Belgique, Bulgarie, Finlande, France, Allemagne, Italie, Pays-Bas, Portugal, Espagne, Suède et Royaume-Uni), les Nations unies, Amnesty International, Human Rights Watch, l'Organisation arabe pour les droits de l'homme en Grande-Bretagne, des responsables libyens et des militants des droits locaux demandent la libération de la députée. 
L'Union interparlementaire, qui regroupe 179 parlements, pour la promotion de la paix et de la démocratie, adopte une décision en mai 2020, demandant aux autorités libyennes « d’intensifier les efforts pour localiser Mme Sergiwa sans plus tarder, car il s’agit d’une question de vie ou de mort ; demande à la Chambre des représentants, [...], de suivre l’enquête de manière plus énergique et d’exiger des autorités gouvernementales des réponses claires sur l’état d’avancement de celle-ci et sur l’identité probable des auteurs ».
Le 7 août, la MANUL se déclare « très préoccupée par la sûreté et la sécurité de Mme Sergewa » et souligne que les autorités compétentes sont responsables de la sûreté et de la sécurité des personnes placées sous leur contrôle territorial, y compris dans ce cas de disparition forcée prolongée. Elle ajoute que « faire taire la voix des femmes aux postes de décision [ne serait] pas toléré et [ réitère] son ferme engagement à soutenir le rôle crucial que jouent les femmes libyennes dans le rétablissement et la consolidation de la paix et leur pleine participation et implication dans la vie politique du pays et prise de décision ». Le 4 septembre, Ghassan Salamé, chef de la MANUL, appelle à nouveau « les autorités de l'est » à enquêter sur la disparition de Seham Sergiwa et à publier les résultats. Il déclare que de nombreux gouvernements internationaux ont apporté « un soutien continu et fort ... exigeant le retour rapide de Mme Sergewa ».  Le 17 octobre 2019, la MANUL demande à nouveau aux autorités contrôlées par Haftar à localiser Seham Sergiwa ou son corps et à tenir les responsables de l'enlèvement légalement responsables. 
D'après Amnesty International, de nombreux enlèvements d'opposants et opposantes réels ou présumés ont eu lieu depuis la prise de contrôle par l'Armée nationale libyenne de la majeure partie de l’Est de la Libye en 2014. Certains sont détenus arbitrairement, pour d'autres on n'a aucune information sur leur sort.